# Heidemark
Heidemark GmbH med hovedkvarter i Höltinghausen, Niedersachsen er en tysk fjerkræproducent. De producerer primært kalkunkød, der sælges friskt, dybfrossent eller som convenience.